# Pardofelis marmorata
El gato jaspeado (Pardofelis marmorata) es una especie de mamífero carnívoro de la familia Felidae. Es nativo de las selvas del sudeste de Asia.
Es el único representante de su género. Inicialmente fue clasificado en la subfamilia Pantherinae, pero actualmente se considera que se encuentra estrechamente relacionado con los miembros del género Catopuma. Tiene dos subespecies reconocidas, P. m. marmorata y P. m. charltoni.

## Descripción
El gato jaspeado posee un tamaño similar al gato doméstico,con una cola más larga y peluda, una adaptación a su estilo de vida arbóreo, donde la usa como contrapeso. Su cuerpo mide entre 45-62 cm, con una cola de 35-55 cm. El peso registrado varía entre 2 y 5 kg.
El pelaje presenta manchas y rayas que le confieren un aspecto marmóreo: en ocasiones se las compara con las de una especie relacionada, mayor: la pantera nebulosa (Neofelis nebulosa). El color de fondo de la piel varía de amarillo pálido a marrón grisáceo con zonas más claras. Tiene manchas oscuras sobre las piernas, vientre y frente, con bandas sobre la cola y rayas sobre la nuca, así como a lo largo del centro de la espalda. Adicionalmente, presenta bandas blancas sobre la parte posterior de las orejas.
Aparte de su larga cola, la especie se distingue por sus grandes extremidades, característica que comparte con la pantera nebulosa. También posee unos caninos inusualmente largos, proporcionalmente similares a los grandes felinos.

## Distribución y hábitat
El área de distribución del gato jaspeado se extiende desde Assam al noreste de India (con la subespecie P. m. chartoni en Nepal), a través del sudeste de Asia incluyendo Borneo y  Sumatra, las cuales estaban unidas al continente asiático durante la era del hielo del Pleistoceno. El gato jaspeado habita en zonas boscosas desde el nivel del mar hasta 3000 m.

## Comportamiento y biología
Según la poca información disponible, es probable que cace en las copas de los árboles, y que tenga como presas pájaros, ardillas, otros roedores y reptiles; existen también informes sobre caza en el suelo. De las pocas observaciones se deduce que puede ser crepuscular o nocturno y su territorio de caza abarca una extensión de aproximadamente 6 km².
Algunos ejemplares han nacido en cautiverio, con un periodo de gestación estimado entre 66 y 82 días. En los pocos registros, se han documentado dos cachorros por camada que pesan entre 61 y 85 g. Abren los ojos aproximadamente a los dos meses y son necesarios otros dos más para empezar a alimentarse de sólidos, época en la cual son capaces de trepar. Alcanzan la madurez sexual de los 21-22 meses de edad: se ha documentado una longevidad en cautividad de doce años.

## Conservación
Es raramente avistado en su hábitat natural selvático, motivo por la cual se han realizado pocas investigaciones. Su población se estima por debajo de 10000 ejemplares. Su hábitat natural, los bosques selváticos, está desapareciendo por la tala indiscriminada, por lo que se cree que el número de ejemplares está disminuyendo y ha sido catalogado como especie vulnerable por IUCN. El ISIS mantiene dos ejemplares en un centro de Emiratos Árabes Unidos.